# مهرجان الإسكندرية السينمائي لدول البحر المتوسط
مهرجان الإسكندرية السينمائي لدول البحر المتوسط هو مهرجان سينمائي دولي سنوي، يعقد في مدينة الإسكندرية المصرية في شهر أغسطس من كل عام، وقد افتتح للمرة الأولى في العام 1979 من قبل الجمعية المصرية لكتاب ونقاد السينما التي رأسها وقت إنشائها العام 1973 الناقد كمال الملاخ. ويترأس المهرجان حاليا الأمير أباظة. وترعى المهرجان وزارة الثقافة المصرية وبالتعاون مع محافظة الإسكندرية.

## المسابقة الرسمية
المسابقة الرسمية للمهرجان تقتصر فقط على الأفلام الروائية الطويلة لدول البحر المتوسط، في حين تشارك دول عالمية مختلفة في نشاطات خارج المسابقة الرسمية مثل «بانوراما سينما العالم» وقسم آخر يختص بالأفلام الحائزة جوائز في مهرجانات دولية.
هناك عدة جوائز في المهرجان منها: مسابقة أفضل فيلم وأفضل ممثل وأفضل ممثلة وأفضل مخرج وأفضل كاتب سيناريو، وتلك الأخيرة تحمل اسم كاتب السيناريو الراحل عبد الحي أديب وتبلغ قيمتها 200 ألف جنيه مصري (36 ألف دولار).

## دورة 2008

شعار الدورة 23 (2007) لمهرجان الأسكندرية السينمائي الدولي

افتتح في 26 أغسطس 2008 الدورة الرابعة والعشرون للمهرجان في مسرح سيد درويش في المدينة، وقد تم الافتتاح بفيلم قبلات مسروقة المصري المشارك في المسابقة الرسمية، بدلاً من فيلم كل ما تريده لولا الذي تقرر استبعاده كونه حسب قول ممدوح الليثي «فيلما أمريكيا وليس متوسطيا»، وبحجة «ضعف مستواه الفني وأنه يسيء إلى الشخصية المصرية». إلا أن الفيلم تم عرضه ضمن عشرة أفلام مغربية في إطار احتفال المهرجان باليوبيل الذهبي للسينما في المغرب. نفس الفيلم عُرض لاحقا في 31 أكتوبر 2008 في مهرجان أيام قرطاج السينمائية ولاقى ترحيبا واسعا من النقاد والجمهور وقوطع بالتصفيق أثناء عرضه.
تم إهداء دورة 2008 للمخرج المصري الراحل في وقت سابق من العام يوسف شاهين حيث علا تصفيق حاد تلاه دقيقة صمت بعد خروج مجسم بالحجم الطبيعي ليوسف شاهين من أسفل المسرح. كما تم تكريم الفنانة ماجدة الصباحي وشريهان، لدورهما المميز في تاريخ السينما المصرية، أيضا كرم المهرجان المخرج علي عبد الخالق. ومدير التصوير محسن نصر وفنان المكياج حمدي رأفت. كما تم تكريم المخرجين الراحلين الإيطالي «دينو ريزي» والفرنسي «بول سازان» والفنانة اليونانية ماريا توسبانكي وهي عضو في لجنة التحكيم.
كما كرّم المهرجان الإعلامي عماد الدين أديب تقديرا لرصده جائزة للسيناريو باسم أبيه كتاب السيناريو الراحل عبد الحي أديب والتي تنافس عليها 136 سيناريو، حيث نال الجائزة الأولى وقدرها 40 ألف جنيه سيناريو (الرقص على السلالم) لمنال محمد عبد الله.
في الدورة الرابعة والعشرون للمهرجان تم عرض 80 فيلما عالميا من أصل 152 تقدموا بالمشاركة، من 37 دولة. كم تم اختيار سوريا كضيف لشرف المهرجان حيث يعرض أربعة أفلام سورية تمثل مراحل في السينما السورية هي: «نسيم الروح» من إخراج عبد اللطيف عبد الحميد، «تحت السقف» من تأليف وإخراج نضال الدبس، «الكومبارس» من إخراج نبيل المالح و«آه يا بحر» عن رواية الدقل لحنا مينه وإخراج محمد شاهين وبطولة منى واصف.
كما تم الاحتفاء باليوبيل الذهبي لانطلاقة السينما المغربية، وتم تكريم وزيرة الثقافة المغربية ثريا جبران باعتبارها أول ممثلة في العالم العربي تتولى وزارة للثقافة، حيث كرمت من قبل وزير الثقافة المصري فاروق حسني. حيث يعرض لها المهرجان فيلمين هما أركانة وعود الورد.
تم في حفل الختام كذلك تكريم الفنانين السوريين أسعد فضة، سلمى المصري، بسام كوسا ومنى واصف.
رأس لجنة التحكيم الدولية في دورة 2008، مدير التصوير الإيطالي ماركو أونوراتو، أما أعضاء اللجنة فهم الإيرانية مانيجا حكمت والسوري محمد الاحمد والممثلون اليونانية ماريا تسوبانكي، الفرنسية فرانسوا بريو والمصريان إلهام شاهين ومحمود قابيل.
- كما تم عرض أفلام من المهرجان على شاشات عملاقة في أماكن الثقافة الجماهيرية مثل قصور الثقافة والنوادي الاجتماعية في الإسكندرية للجمهور، وذلك قبل يومين من الافتتاح الرسمي للمهرجان.[14]

### أفلام المسابقة الرسمية
تنافس في المسابقة الرسمية للمهرجان 11 فيلما من 11 دولة متوسطية هي:
- أنا من تيتو فاليس  سلوفينيا
- سميرة في الضيعة  المغرب
- ممثلات Actrices  فرنسا من إخراج وتمثيل فالريا بروني تيديسكي (شقيقة كارلا بروني، زوجة الرئيس الفرنسي نيكولا ساركوزي).
- تصحيح  اليونان
- أعز ما عندي  إسبانيا
- قيل ذات يوم  الجزائر
- خلص  لبنان
- قبلات مسروقة  مصر
- في الممنوع  إيطاليا
- الأسرار  ألبانيا

### الجوائز
أعلن رئيس لجنة التحكيم الدولية مدير التصوير الإيطالي ماركو أونوراتو عن فوز فيلم «أنا من تيتو فاليس» من جمهورية سلوفينيا بالجائزة الذهبية في المهرجان ، كما فاز مخرج الفيلم بجائزة أفضل إخراج. أما جائزة أفضل ممثلة دور أول فنالتها الممثلة المصرية ليلى علوي عن دورها في فيلم «ألوان السما السبعة» ووذهبت جائزة أفضل ممثل دور أول للممثل المصري أحمد حلمي عن دوره في فيلم «آسف على الإزعاج». في حين فاز الفيلم الجزائري ذات مرة بجائزة لجنة التحكيم الخاصة أما الفيلم المغربي «سميرة في الضيعة» فحاز على جائزة أفضل سيناريو.
وشهد حفل الختام تكريم عدد من الفنانين حيث كرم الفنان عادل إمام بجائزة التميز الكبرى عن مجمل أعماله الفنية من قبل الجمعية المصرية لكتاب ونقاد السينما، كما مُنح أربعة فنانين سوريين «درع التميز والتكريم» من المهرجان وهم أسعد فضة منى واصف بسام كوسا وسلمى المصري. كما تم منح «جوائز اتحاد الإذاعة والتليفزيون» والتي تبلغ قيمتها 100 ألف جنيه مصري بحصول حسن ومرقص على الجائزة الأولى وآسف على الإزعاج الجائزة الثانية في حين فاز جنينة الأسماك بالجائزة الثالثة.